# 比利亚苏尔德埃雷罗斯
比利亚苏尔德埃雷罗斯，是西班牙卡斯蒂利亚-莱昂布尔戈斯省的一个市镇。总面积88平方公里，总人口312人（2001年），人口密度4人/平方公里。